# Little River (biflod till Red River)
Little River är en amerikansk flod i de amerikanska delstaterna Oklahoma och Arkansas. Den är en biflod till Red River och är del av Mississippiflodens avrinningssystem. I Little River och dess bifloder finns sex större dammar. 
De högst belägna källorna till floden ligger på 610 meters höjd över havet i sydvästra Le Flore County i Oklahoma i Ouachitabergen. 
Little River mynnar i Red River omkring 1,6 kilometer väster om Fulton i Arkansas.